# فرانكي شنايدر
فرانكي شنايدر (بالإنجليزية: Frankie Schneider)‏ هو سائق سباق أمريكي، ولد في 11 أغسطس 1926 في Maplewood, New Jersey ‏ في الولايات المتحدة، وتوفي في 11 نوفمبر 2018 في لامبرتفيل في الولايات المتحدة.